# Hematohezija
Hematohezija je pojava svježe (crvene) krvi u stolici. Pojava svježe krvi u stolici najčešće je posljedica krvarenja iz donjeg dijela probavnog sustava. Hematohezija može biti i posljedica krvarenja iz gornjeg dijela probavnog sustava, iako se takvo krvarenje češće manifestira kao melena (crna, katranasta stolica). Hematohezija kao posljedica krvarenje iz gornjeg dijela probavnog sustava najčešće ukazuje na opsežno krvarenje koje neposredno ugrožava život. 
Najčešći uzroci hematohezije su hemoroidi i divertikuloza, iako mogu ukazivati na zloćudni tumor debelog crijeva ili rektuma.